# Монро (Вісконсин)
Монро (англ. Monroe) — місто (англ. city) в США, в окрузі Ґрін штату Вісконсин. Населення — 10 661 особа (2020).

## Географія
Монро розташоване за координатами 42°36′4″ пн. ш. 89°38′38″ зх. д. / 42.60111° пн. ш. 89.64389° зх. д. (42.601045, -89.643880).  За даними Бюро перепису населення США в 2010 році місто мало площу 12,50 км², уся площа — суходіл. В 2017 році площа становила 13,99 км², уся площа — суходіл.

## Демографія
Згідно з переписом 2010 року, у місті мешкало 10 827 осіб у 4810 домогосподарствах у складі 2781 родини. Густота населення становила 866 осіб/км².  Було 5101 помешкання (408/км²).
Расовий склад населення:
| - 94,8 % — білих - 0,7 % — азіатів - 0,6 % — чорних або афроамериканців - 0,2 % — корінних американців - 2,6 % — осіб інших рас |

До двох чи більше рас належало 1,1 %. Частка іспаномовних становила 4,9 % від усіх жителів.
За віковим діапазоном населення розподілялося таким чином: 22,5 % — особи молодші 18 років, 58,7 % — особи у віці 18—64 років, 18,8 % — особи у віці 65 років та старші. Медіана віку мешканця становила 41,1 року. На 100 осіб жіночої статі у місті припадало 91,8 чоловіків;  на 100 жінок у віці від 18 років та старших — 88,9 чоловіків також старших 18 років.
Середній дохід на одне домашнє господарство  становив 53 086 доларів США (медіана — 39 698), а середній дохід на одну сім'ю — 65 631 долар (медіана — 53 017). Медіана доходів становила 37 716 доларів для чоловіків та 35 743 долари для жінок. За межею бідності перебувало 15,2 % осіб, у тому числі 18,5 % дітей у віці до 18 років та 10,9 % осіб у віці 65 років та старших.
Цивільне працевлаштоване населення становило 5336 осіб. Основні галузі зайнятості: виробництво — 23,6 %, освіта, охорона здоров'я та соціальна допомога — 22,2 %, роздрібна торгівля — 17,8 %.